# Sophronica subcamerunica
Sophronica subcamerunica là một loài bọ cánh cứng trong họ Cerambycidae.